# Консальви, Эрколе
Э́рколе Конса́льви (итал. Ercole Consalvi; 8 июня 1757, Рим, Папская область — 24 января 1824, там же) — итальянский куриальный кардинал и папский дипломат, советник папы Пия VII. Кардинал-мирянин.
Про-государственный секретарь Святого Престола с 15 марта 1800 по 11 августа 1800. Государственный секретарь Святого Престола и Префект Священной Конгрегации Священной Консульты с 11 августа 1800 по 17 июня 1806 и с 17 мая 1814 по 20 августа 1823. Про-библиотекарь Святой Римской Церкви с 19 декабря 1801 по 17 июня 1806. Про-префект Трибунала Апостольской Сигнатуры Правосудия с 26 декабря 1801 по 6 сентября 1805. Префект Верховного Трибунала Апостольской Сигнатуры Правосудия с 6 сентября 1805 по 10 мая 1817. Библиотекарь Святой Римской Церкви с 17 мая 1814 по 20 сентября 1823. Секретарь апостольских бреве с 10 мая 1817 по 24 января 1824. Камерленго Священной Коллегии кардиналов с 20 февраля 1820 по 8 января 1821. Про-префект Священной Конгрегации Пропаганды Веры и Про-префект Священной Конгрегации коррекции Книг Восточной Церкви с 23 марта 1822 по 13 января 1824. Префект Священной Конгрегации Пропаганды Веры с 13 января 1824 по 24 января 1824. Кардинал-дьякон с 11 августа 1800, с титулярной диаконией Сант-Агата-алла-Субурра с 20 октября 1800 по 28 июля 1817. Кардинал-дьякон с титулярной диаконией Санта-Мария-ад-Мартирес с 28 июля 1817 по 24 января 1824.

## Биография
Показал большое искусство как дипломата при заключении конкордата с Францией (15 июля 1801 года). При последующей борьбе между папой и Наполеоном, Консальви, по требованию Наполеона, был удалён с должности, но возвращён к ней сразу же после падения империи и занимал её до смерти Пия VII в 1822 году. Заключил выгодные для папского престола договоры с Россией, Пруссией, Баварией, Вюртембергом, Пьемонтом, Испанией и Неаполем. Ключевая фигура в истории Церкви и Государства Ватикан своего времени.
Кардинал скончался 24 января 1824 года.